# 山内大介
山内 大介（やまうち だいすけ、1925年2月26日 - 1987年12月22日）は、毎日新聞社長。

## 経歴
福岡県出身。1949年東京大学法学部卒。同年毎日新聞入社。1952年フルブライト奨学生としてアメリカに留学、1962年毎日新聞ニューヨーク支局長。その後、帰国して取締役企画室長、代表取締役主筆を経て、1980年代表取締役社長に就任した。このほか、パレスサイドビルディング社長や横綱審議委員を務めた。